# Baltimore (condado de Cork)
Baltimore (en gaélico irlandés, Dún na Séad, «fortaleza de las joyas») es un pueblo del condado de Cork, Irlanda. Es el puerto principal hacia las islas Sherkin, Cape Clear y las Cien islas de Carbery.
Aunque el nombre Baltimore es la anglonización del irlandés Baile an Tí Mhóir, que significa «ciudad de la gran casa», la denominación en gáelico irlandés para Baltimore es la del castillo de Dunasead, la «fortaleza de las joyas». El castillo restaurado se encuentra abierto al público y tiene vistas hacia la población. 
En la antigüedad, Dunashad era considerado un santuario para druidas y su nombre está asociado con la festividad de Beltane.

## Historia
Baltimore era la sede de una de las dinastías más antiguas de Irlanda, los Corcu Loígde, antiguos del Reino de Tara y del Reino de Munster.
En 1605 se fundó una colonia inglesa en esta zona por Thomas Crooke, I barón de Baltimore, con la bendición del rey Jacobo I de Inglaterra; Crooke arrendó los terrenos a Fineen O'Driscoll, líder del clan O'Driscoll. Baltimore se convirtió en un centro lucrativo de pesca de sardinas, y a comienzos del siglo XVII en un asentamiento pirata, incluyendo a todas las fuerzas judiciales como el vicealmirante del Munster, así como toda la población; todas las mujeres de Baltimore se consideraban esposas o amantes de piratas. Estas actividades no se vieron disminuidas a pesar del descontento del rey Jacobo I, aunque la piratería inglesa comenzó a decaer poco después, especialmente debido a la competición con los piratas berberiscos. En 1607 Baltimore se convirtió en una ciudad comercial, con el derecho a celebrar un mercado semanal y dos ferias anuales. Tras la muerte de Crooke, el control de la ciudad pasó a Walter Coppinger.
La ciudad se despobló tras el saqueo de Baltimore el 19 de junio de 1631 perpetrado por el corsario y renegado holandés Jan Janszoon (alias Murat Reis) apoyado por piratas berberiscos que provenían de la Argelia otomana o Salé en Marruecos. Entre 100 y 237 colonos ingleses y locales irlandeses fueron vendidos como esclavos, y únicamente dos o tres consiguieron regresar a Irlanda. Todavía se pueden apreciar recuerdos de este incidente en algunos comercios como Algiers Inn, «la taberna de Argelia». Los supervivientes huyeron a Skibbereen y Baltimore se abandonó durante generaciones. En el siglo XVIII la ciudad comenzó una lenta recuperación y a comienzos del siglo XIX ya empezaba a prosperar de nuevo, únicamente sufriendo graves pérdidas durante la Gran hambruna irlandesa entre 1845-49.
Baltimore fue obsequiada con el estatus de distrito en 1612 con un gobierno local que albergaba un «soberano», Thomas Crooke, y doce burgueses. Proporcionó dos miembros a la Cámara de los Comunes de Irlanda entre 1612 y 1801.
La bahía tiene varios pecios, incluyendo un submarino alemán, Tipo VII, de la Segunda Guerra Mundial.

## Monumentos

### Castillo
El actual castillo de Dunasead, construido en la década de 1620, ocupa el lugar de anteriores fortificaciones construidas una casa torre del siglo XIII que fue probablemente construido sobre un ringfort anterior.

### Faro
El actual faro de Baltimore, de 15,2 m de altura y con un diámetro en su base de 4,6 m, fue construido en 1849 sobre las ruinas del anterior faro, construido por el gobierno británico tras la rebelión irlandesa de 1798.